# Enxet
Enxet (IPA: /eŋk let/) är en urfolkstam i skogsområdet Gran Chaco i Paraguay. Det finns ungefär 17 000 enxeter.

## Språk
Enxet eller Lengua är ett Mascoianspråk. Det fanns 6 705 som talade språket år 2000.